# Santa Maria da Feira
Santa Maria da Feira ('sɐ̃tɐ mɐ'ɾiɐ dɐ 'fɐiɾɐ) è un comune portoghese di 135 964 abitanti situato nel distretto di Aveiro.
Il monumento principale è il Castel de Feira.
Fino alla sua elevazione allo status di comune il 14 agosto 1985, il nome ufficiale della città era Vila da Feira.

## Società

### Evoluzione demografica
| Popolazione di Santa Maria da Feira (1801 – 2006) | Popolazione di Santa Maria da Feira (1801 – 2006) | Popolazione di Santa Maria da Feira (1801 – 2006) | Popolazione di Santa Maria da Feira (1801 – 2006) | Popolazione di Santa Maria da Feira (1801 – 2006) | Popolazione di Santa Maria da Feira (1801 – 2006) | Popolazione di Santa Maria da Feira (1801 – 2006) | Popolazione di Santa Maria da Feira (1801 – 2006) | Popolazione di Santa Maria da Feira (1801 – 2006) | Popolazione di Santa Maria da Feira (1801 – 2006) |
| ------------------------------------------------- | ------------------------------------------------- | ------------------------------------------------- | ------------------------------------------------- | ------------------------------------------------- | ------------------------------------------------- | ------------------------------------------------- | ------------------------------------------------- | ------------------------------------------------- | ------------------------------------------------- |
| 1801                                              | 1849                                              | 1900                                              | 1930                                              | 1960                                              | 1981                                              | 1991                                              | 2001                                              | 2004                                              | 2006                                              |
| 27851                                             | 37823                                             | 44596                                             | 52679                                             | 83483                                             | 109531                                            | 118641                                            | 135964                                            | 142295                                            | 145247                                            |

## Freguesias
- Argoncilhe
- Arrifana
- Caldas de São Jorge e Pigeiros
- Canedo, Vale e Vila Maior
- Escapães
- Fiães
- Fornos
- Lobão, Gião, Louredo e Guisande
- Lourosa
- Milheirós de Poiares
- Mozelos
- Nogueira da Regedoura
- Paços de Brandão
- Rio Meão
- Romariz
- Sanguedo
- Santa Maria da Feira, Travanca, Sanfins e Espargo
- Santa Maria de Lamas
- São João de Vêr
- São Miguel do Souto e Mosteiró
- São Paio de Oleiros

## Amministrazione

### Gemellaggi
Santa Maria da Feira è gemellata con:
- Joué-lès-Tours, dal 1973
- Catiò, dal 1991
- Targovishte, dal 2002